# Strictly Spanking
 (juillet 2014).
Pour plus de détails, voir Fiche technique et Distribution.
Strictly Spanking ou La Fessée au Québec, est un film canadien réalisé par Bashar Shbib, sorti en 1997. C’est le quatrième volet d’une série de six films appelée The Senses (Les Sens). Le sens qui y est privilégié est toucher.

## Synopsis
Bien qu’ayant un avenir universitaire prometteur, Kate Lloyd décide d’abandonner ses études pour vivre avec son petit ami Liam. Lorsqu’une jeune amie à elle est retrouvée morte de déshydratation, les souvenirs d’anciennes relations sadomasochistes remontent à la mémoire de Kate qui se confie à Liam.

## Fiche technique
- Titre : Strictly Spanking
- Titre québécois : La Fessée
- Réalisation : Bashar Shbib
- Scénario : Bashar Shbib, Ann Carlier
- Production : Pierre Latour, Bashar Shbib, Michel Zgarka
- Photographie : Karine Zerbé, Rosella Tursi, Geoff Deadman
- Montage : Marie-Hélène Panisset
- Musique : Chriss Lee, Talamasca
- Pays d'origine : Canada
- Langue : anglais
- Durée : 80 min
- Format : couleur, 35 mm
- Distribué par : Cineplex Odeon Films[1].
- Date de sortie : 9 mai 1997 [2],[3].

## Distribution
- Iona Brindle (VQ : Aline Pinsonneault) : Kate Lloyd
- Patrick Garrow (VQ : Gilbert Lachance) : Liam
- Larissa Giroux : Pamela
- Alastair Hesketh-Jones (VQ : François L'Écuyer) : John Richards
- Alison Logee : Susan
- Victoria Ann Stirling (VQ : Sophie Faucher) : Julia
- Anne Eve Truskier : Andie Lloyd
- Suzanne Turgeon : Policière #2
- Sid Zanforlin (VQ : Alain Zouvi) : Alan Spader
- Gabor Zsigovics (VQ : Pierre Auger) : Dan Lloyd

Source et légende : Version québécoise (VQ) sur Doublage Québec.

## Diffusion
Strictly Spanking est sorti en même temps que les autres volets de The Senses au cinéma l’Impérial à Montréal, le 9 mai 1997,.

## Exploration du thème sensoriel
Le film aborde sujets tabous, tel que le sado-masochisme, ce qui permet d’exploiter le thème du toucher à travers le rapport entre le toucheur et le touché.